# جنگ بوئر (فیلم ۱۹۱۴)
«جنگ بوئر» (انگلیسی: The Boer War) یک فیلم به کارگردانی جورج ملفورد و بازی جین وولف محصول ۱۹۱۴ دربارهٔ جنگ بوئر دوم است.